# 毛轴早熟禾
毛轴早熟禾（学名：Poa pilipes）为禾本科早熟禾属下的一个种。